# Buscarita Roa
Buscarita Ímperi Navarro Roa (Temuco, 15 de septiembre de 1937) es una activista por los derechos humanos chilena y la vicepresidenta de Abuelas de Plaza de Mayo.  

## Trayectoria
Su hijo José Liborio Poblete Roa desapareció durante la dictadura cívico-militar autodenominada Proceso de Reorganización Nacional, el 28 de diciembre de 1978, junto a su esposa Gertrudis Hlaczik y su hija Claudia Poblete Hlaczik, de 8 meses de edad al momento de su desaparición. En 2000 recuperó a su nieta en un juzgado.
La embajada de Chile en Argentina le entregó un reconocimiento por su defensa de los Derechos Humanos.